# Cestolino
Cestolino je komunitní web pro cestovatele a vyhledávač dovolené, startup  byl spuštěn v roce 2012.

## O společnosti
Web byl založen Michalem Vávrou a v roce 2014 byl převeden pod samostatnou společnost Cestolino s.r.o., která je ze 100% vlastněná zakladatelem. Původně byl web agregátorem nabídek dovolených od cestovních kanceláří a agentur. Postupně došlo k rozšíření o komunitní funkce jako jsou cestovatelské diskuze, fotogalerie, recenze ubytování a míst. Inspirační a obsahovou část doplnil magazín a průvodce po zemích., letištích, aerolinkách a trajektových společnostech  V roce 2018 se společnost stala přidruženým členem Asociace cestovních kanceláří České republiky. V roce 2020 byl cestovní ruch zasažen pandemií covidu-19, to se zásadně projevilo na návštěvnosti a tržbách.